# Futbol a Escòcia

El futbol és un dels esports més seguits a Escòcia.

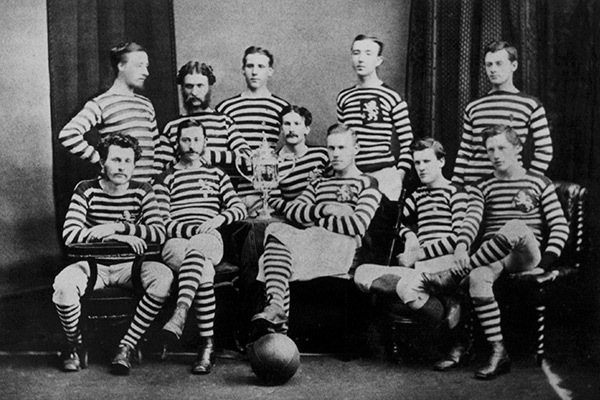
Queens Park el 1874.

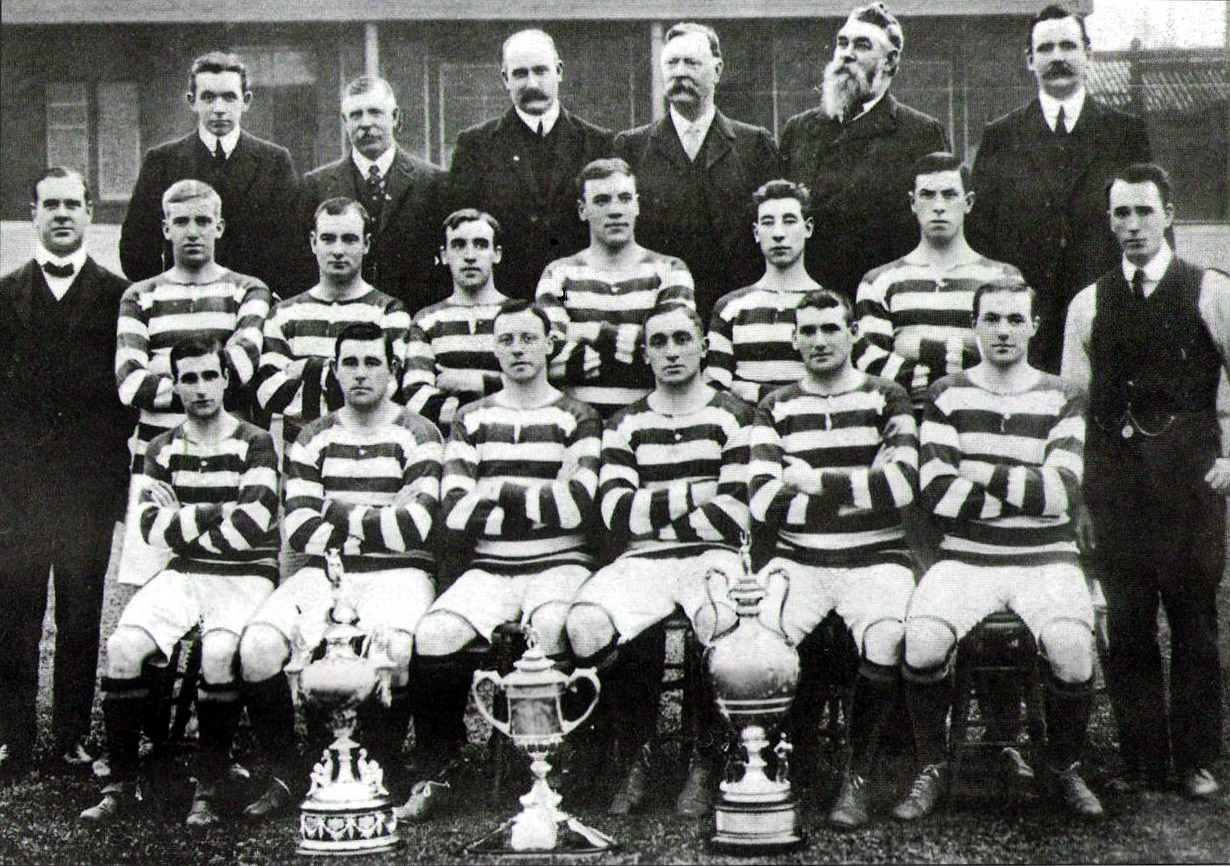
Celtic de Glasgow el 1908.

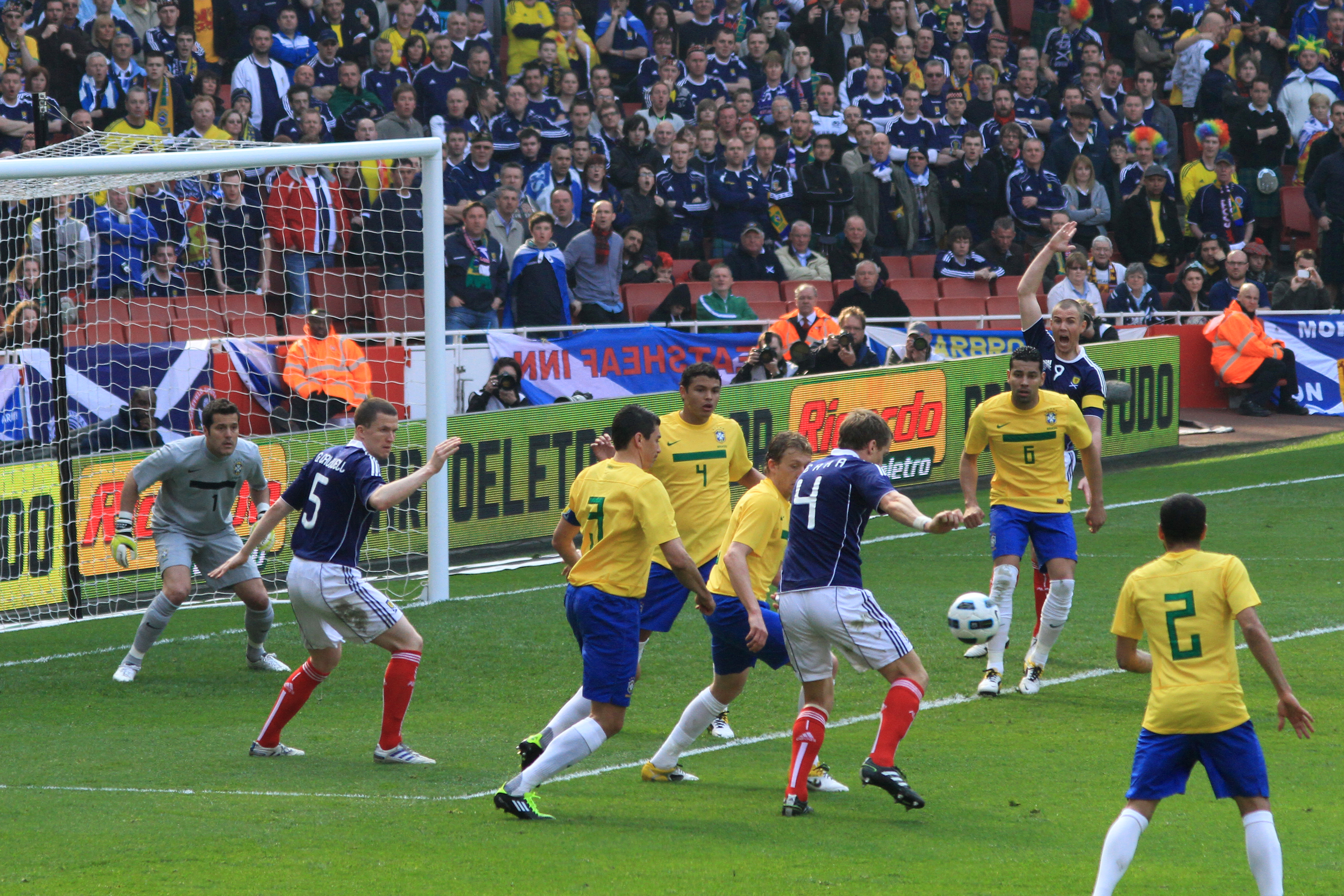
Escòcia vs Brasil el 2011.

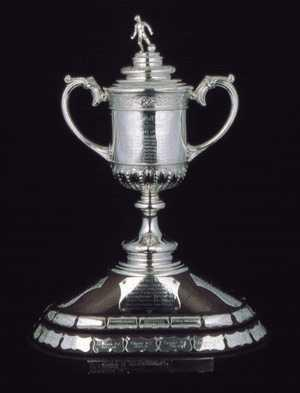
Copa escocesa.

## Història
El futbol a Escòcia aparegué a la segona meitat del segle xix. Per la seva proximitat amb Anglaterra fou un dels primers països del món on aparegué aquest esport. El primers equips existents foren el West of Scotland FC (1865) i el Queens Park FC (1967), ambdós de la ciutat de Glasgow. El Queens Park, actualment militant a les categories inferiors escoceses, és un dels clubs històrics del país i en els seus inicis participa a la FA Cup anglesa, competició en la que fou finalista dos anys (1884 i 1885). El primer encontre internacional entre nacions es disputà precisament a Glasgow, al camp del West of Scotland Cricket Club, el 30 de novembre de 1872 i enfrontà a Anglaterra i Escòcia amb resultat final d'empat a zero.
El 1873 es funda la Federació Escocesa i es juga la primera Copa escocesa. La primera  Lliga escocesa es disputa el 1890 amb els següents participants: 
- Abercorn FC (Paisley) (1877-1921)
- Celtic FC (Glasgow) (1888)
- Cowlairs FC
- Cambuslang
- Dumbarton FC (Dumbarton) (1872)
- Heart of Midlothian FC (Edimburg) (1874)
- Rangers FC (Glasgow) (1872)
- Saint Mirren FC (Paisley) (1877)
- Renton FC (1872)
- Third Lanark FC (Glasgow) (1872-1967)
- Vale of Leven FC (1891)

Alguns equips, ja desapareguts o en categories no professionals que van destacar als inicis del futbol a Escòcia foren: Glasgow Caledonian FC, Lenzie FC, Clydesdale, Dumbreck, Eastern Glasgow, Granville, Leith Athletic FC (1887, Edimburg), St. Bernard's Edinburgh, Thistle, Northern, Port Glasgow Athletic, Linthouse, Dundee Wanderers, Arthurlie FC, Johnstone, Lochgelly United, Armadale, Bathgate, Beith, Bo'ness Utd FC (1882), Broxburn United, Clackmannan, Dumbarton Harp, Dykehead, Edinburgh City FC (1928), Galston, Helensburgh, King's Park, Mid-Annandale, Nithsdale Wanderers, Peebles Rovers FC (1894), Royal Albert i Solway Star.
Pel que fa a la selecció nacional, com ja hem esmentat, fou la primera selecció que disputà el partit internacional de tots els temps (1872). Els seus millors anys com a selecció els va viure abans de la Primera Guerra Mundial, però pràcticament només disputà campionats britànics, ja que s'havia separat de la FIFA. Ha participat en vuit Campionats de Món, cinc d'ells consecutius (1954, 1958, 1974, 1978, 1982, 1986, 1990, 1998), però mai va superar la primera fase. També es classificà al Mundial de 1950, però renuncià a participar-hi.
Juga els seus partits a Hampden Park a Glasgow, on té la seu la SFA.

## Competicions
- Lliga escocesa de futbol
- Copa escocesa de futbol
- Copa de la Lliga escocesa de futbol
- Copa de la Lliga Challenge escocesa
- Copa Anglo-escocesa

## Principals clubs
- Veure Clubs de futbol d'Escòcia

## Jugadors destacats
Fonts:
Des de 1880
- Lord Arthur Fitzgerald Kinnaird
- Walter Arnott
- James J. Lang
- Charles Campbell

Des de 1890
- John Middleton Campbell
- John James Campbell

Des de 1900
- RS McColl
- Robert C. Hamilton
- Bobby Walker

Des de 1920
- Hughie Ferguson
- Alex James
- Hugh K. Gallacher
- Alan L. Morton
- Andy Cunningham

Des de 1930
- John Thomson
- James Edward McGrory

Des de 1940
- Jimmy Cowan
- Willie Waddell
- William 'Billy' Steel
- Willie Woodburn
- Willie Thornton
- William 'Billy' Liddell

Des de 1950
- Sammy Cox
- George Young
- John Knight 'Jackie' Mudie
- Lawrie Reilly
- Alexander 'Alex' Forbes
- Robert 'Bobby' Evans
- Robert Young Collins
- Gordon Smith
- Tommy Younger
- Graham Leggat
- Jimmy Murray

Des de 1960
- Dave Mackay
- Ian St John
- Bobby Murdoch
- Bobby Lennox
- Eric Caldow
- Jim Baxter
- John Greig
- Denis Law
- Billy McNeill

Des de 1970
- Alexander 'Sandy' Jardine
- Archie Gemmill
- William 'Billy' Bremner
- Jimmy Johnstone
- Joseph 'Joe' Jordan
- Danny McGrain

Des de 1980
- Graeme James Souness
- Kenny Dalglish
- Steve Archibald
- Gordon Strachan
- Willie Miller
- Alan Hansen
- Alex McLeish
- Richard Gough

Des de 1990
- Maurice 'Mo' Johnston
- Jim Leighton
- Andy Goram

## Principals estadis
- Hampden Park (Glasgow)
- Celtic Park (Glasgow)
- Ibrox Park (Glasgow)
- Firhill Stadium (Glasgow)

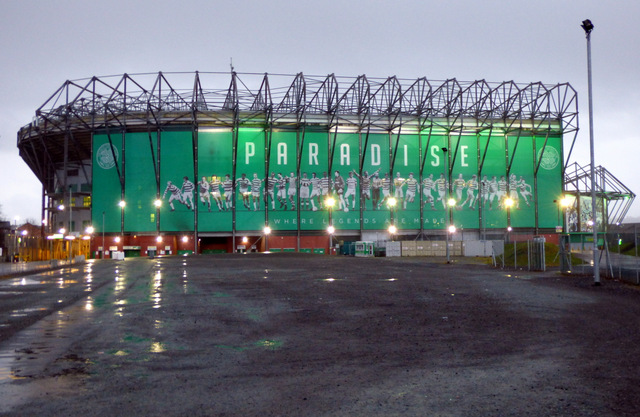
Celtic Park.

- Murrayfield Stadium (Edimburg) (rugbi)
- Easter Road Stadium (Edimburg)
- Tynecastle Stadium (Edimburg)
- Almondvale Stadium (Edimburg)
- Pittodrie Stadium (Aberdeen)
- Saint Mirren Stadium (Paisley)